# 마나카 라라
마나카 라라/라라는 프리파라의 주연이자 아이돌타임 프리파라, 아이돌랜드 프리파라의 주인공이다

## 작중 행적

#### 프리파라 시즌 1
엄마로부터 물려받은 큰 목소리가 콤플렉스여서 평소엔 남들 앞에서 노래하는 것을 싫어하지만, 마음씨가 넓고 거절 못하는 성격 탓에 느닷없이 프리파라에  데뷔하게 되어 모두의 앞에서 아름다운 목소리를 뽐내게 된다. 라라가 다니는 학교에서는 초등학생이 프리파라에 다니는 것을 금지하고 있어 데뷔 이후 늘 조마조마한 날들을 보냈지만 선생님과 엄마의 사이가 틀어져서 그런것을 알게 됐고, 마음놓고 프리파라에 다니게 되었다

#### 프리파라 시즌 2
밝은 목소리와 활기찬 성격을 가진 소녀,라라! 명랑하고 긍정적이어서 늘 주위를 기분 좋게 해준다. 프리파라에서 아이돌로 활동하며 주위 친구들과 조금씩 성장해 가고 있다. '알겠슘돠!'라는 말버릇이 있다.

#### 프리파라 시즌 3
파프리카 재단 초등학교 6학년. 프리파라에서 겪은 여러 경험들을 바탕으로 눈부시게 성장하여 톱 클래스 아이돌로 활약하고 있다. 어느날 하늘에서 떨어진 아기 쥬루루를 만나게 되고 엄마라 따르는 쥬루루를 임시로 돌보게 된다.

#### 아이돌타임 프리파라
아보카도 초등학교로 전학온 6학년 소녀. 신급 아이돌로서 아보카도 마을에 새롭게 생긴 프리파라를 알리기 위해 유이와 함께 노력하고 있다. 어떠한 이유로 프리파라에 들어와도 초등학생 모습 그대로이지만 라이브를 할때면 키가 커진다. 말버릇은 '알겠슘다!'

#### 키랏토 프리☆챤/반짝이는 프리☆채널
프리챤,프리채널에선 유이의 마스코트로 나왔다.